# Throcking
Throcking är en by i civil parish Cottered, i distriktet East Hertfordshire, i grevskapet Hertfordshire i England. Byn är belägen 3 km från Buntingford. Throcking var en civil parish fram till 1955 när blev den en del av Cottered. Civil parish hade 139 invånare år 1951. Byn nämndes i Domedagsboken (Domesday Book) år 1086, och kallades då Trochinge.